# Przylesie (Łódź)
Przylesie – niewielka część delegatury Widzew w Łodzi, na granicy Osiedla Nr 33 i osiedla Andrzejów (SIMC 1039493). Leży na południowym wschodzie miasta, wzdłuż ulicy Przylesie, obecnie przeciętej na dwie części olechowskim torowiskiem.
Obecna ulica Przylesie stanowiła od 1867 roku granicę między gminami Wiskitno i Nowosolna w powiecie łódzkim, od 1919 w woj. łódzkim. 1 września 1933 utworzono gromadę (sołectwo) Olechów w granicach gminy Wiskitno (po zachodniej stronie ulicy Przylesie), składającą się ze wsi Olechów i wsi Ustronie oraz gromadę Andrzejów w granicach gminy Nowosolna (po wschodniej stronie ulicy Przylesie), składającą się z wsi Andrzejów i osiedla stacji kolejowej Andrzejów.
Podczas II wojny światowej włączone do III Rzeszy. Po wojnie obszar ten powrócił do powiatu łódzkiego w woj. łódzkim. 13 lutego 1946 wieś Olechów włączono do Łodzi, przez co gromada Olechów przestała istnieć, a Ustronie włączono do gromady Wiskitno A-Las, jednej z 12 gromad gminy Wiskitno. Andrzejów stanowił natomiast jedną z 7 gromad gminy Nowosolna. 
W związku z reorganizacją administracji wiejskiej jesienią 1954, cały ten obszar wszedł w skład nowej gromady Andrzejów. 30 czerwca 1963 zniesiono gromadę Andrzejów, a z jej obszaru (oraz z obszaru zniesionej gromady Andrespol) utworzono osiedle Andrespol w tymże powiecie.
Rozbudowa towarowej stacji kolejowej na Olechowie przecięła ulicę Przylesie na dwie nieprzejezdne części i spowodowała potrzebę kolejnego włączenia do Łodzi przyległych terenów zajętych pod infrastrukturę kolejową oraz osiedla mieszkaniowego Polskich Kolei Państwowych. I tak 1 stycznia 1965 Ustronie wraz z nowo powstałym osiedlem mieszkaniowym Olechów oraz gruntami Polskich Kolei Państwowych (obszar na zachód od ulicy Przylesie) wyłączono z Andrespola i włączono do Łodzi. Wschodnia część pozostała w granicach Andrespola do końca 1972 roku a 1 stycznia 1973 weszła w skład gminy Andrespol w powiecie łódzkim. 1 stycznia 1988 Andrzejów (408,54 ha), wraz ze wschodnią częścią Przylesia, włączono do Łodzi.